# Trysilfjellet
Trysilfjellet är en alpin turistdestination i Trysils kommun i Norge. Den är Norges största och ägs och drivs sedan 2006 av det svenska turistföretaget Skistar.
Skidområdet består av 68 pister med 78 km total längd och 29 liftar (varav sju stolliftar, där fem av dem är sexstols-expressliftar), indelat i fyra byområden i ett hoplänkat lift- och pistsystem. Skihytta i väster har i huvudsak medelsvåra och lätta (röda/blå) pister, Turistsentret i söder har mestadels lätta (blå), Høgegga i öster har mestadels svåra (svarta), samt Høyfjellsentret/Fageråsen i norr med i huvudsak lätta (främst gröna) pister. Trysils högsta punkt är 1132 meter över havet. Anläggningens första skidlift byggdes 1958, och först under 1980-talet började utvecklingen att få fart.
Det finns planer om att bygga en cirka två kilometer lång gondolbana (mest omtalat en pulsbana) som transport mellan Turistsentret och Trysils centralort.
Fjället är beläget nära den svenska gränsen och kan ses från bland annat toppen på Idrefjället, Branäsberget samt vissa av Sälenfjällen.

## Trysilfjellets liftar

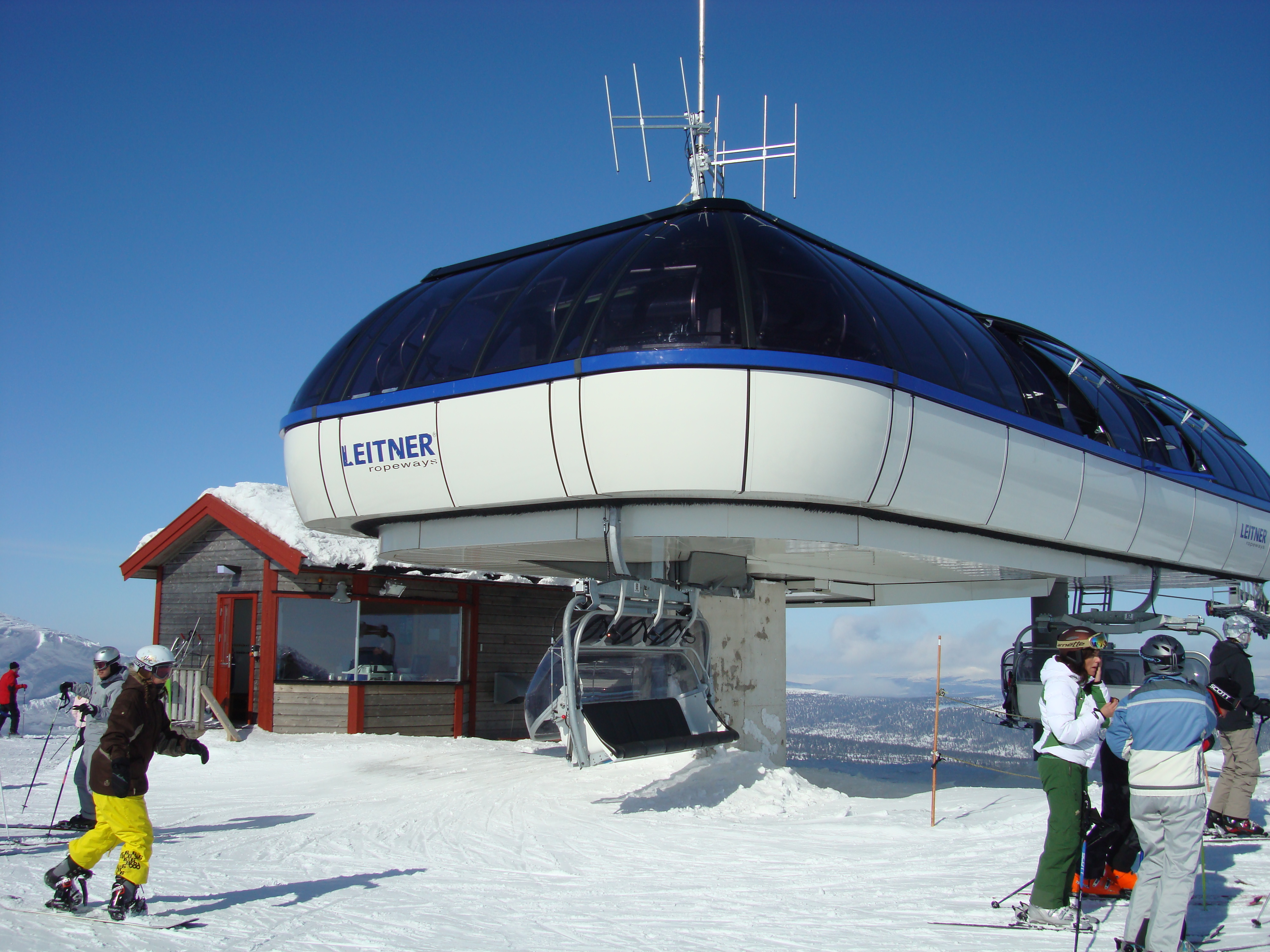
Toppekspressens toppstation.

Liftfakta i följande tabellformat:
| Lift                 | Område        | Åklängd (m) | Höjd- skillnad (m) | Typ                                 | Byggår och tillverkare    |
| -------------------- | ------------- | ----------- | ------------------ | ----------------------------------- | ------------------------- |
| F1 Brynbekken        | Fageråsen     | 1 271       | 152                | Ankarlift                           | 1989 av Städeli.          |
| F2 Toppekspressen    | Fageråsen     | 1 945       | 310                | Kopplingsbar sexstolslift med huvar | 2006 av Leitner Ropeways. |
| F3 Kanken            | Fageråsen     | 671         | 177                | Knapplift                           | 2003 av Poma.             |
| F5 Skarven           | Fageråsen     | 858         | 148                | Knapplift                           | 2006 av Doppelmayr.       |
| F6 Hytteheisen       | Fageråsen     | 372         | 38                 | Knapplift                           | 2006 av Poma.             |
| F7 Stormyra 2        | Fageråsen     | 1 011       | 139                | Ankarlift                           | 2009 av Doppelmayr.       |
| F8 Stormyra 1        | Fageråsen     | 1 011       | 139                | Ankarlift                           | 1994 av Doppelmayr.       |
| F9 Stjerna           | Fageråsen     | 522         | 62                 | Knapplift                           | 2001 av Doppelmayr.       |
| F10 Smotten          | Fageråsen     | 416         | 54                 | Knapplift                           | 2006 av Doppelmayr.       |
| F11 Isiz             | Fageråsen     | 228         | 26                 | Knapplift                           | 1994 av Poma.             |
| F12 Familietrekket   | Fageråsen     | 1 699       | 281                | Ankarlift                           | 1998 av Doppelmayr.       |
| F13 Myrsnipa         | Fageråsen     | 654         | 63                 | Knapplift                           | 2011 av Leitner Ropeways. |
| H1 Høgekspressen     | Høgegga       | 1 691       | 451                | Kopplingsbar sexstolslift           | 1998 av Doppelmayr.       |
| H2 Høgegga           | Høgegga       | 1 646       | 400                | Ankarlift                           | 1996 av Doppelmayr.       |
| H3 Svart'n           | Høgegga       | 748         | 241                | Fast tvåstolslift                   | 1993 av Poma              |
| S1 Skihytta Ekspress | Skihytta      | 1 302       | 286                | Kopplingsbar sexstolslift med huvar | 2016 av Leitner Ropeways. |
| S4 Tolver'n          | Skihytta      | 525         | 116                | Ankarlift                           | 1986 av Doppelmayr.       |
| S6 Oletrekket        | Skihytta      | 1 050       | 155                | Ankarlift                           | 2007 av Leitner Ropeways  |
| S7 Håvitrekket       | Skihytta      | 481         | 45                 | Knapplift                           | 2008 av Leitner Ropeways. |
| T1 Liekspressen      | Turistcentret | 1 972       | 369                | Kopplingsbar sexstolslift           | 2000 av Poma              |
| T2 Fjellekspressen   | Turistcentret | 2 108       | 385                | Kopplingsbar sexstolslift           | 1995 av Doppelmayr.       |
| T4 Fryvil            | Turistcentret | 308         | 35                 | Knapplift                           | 2009 av Doppelmayr.       |
| T5 Tussi             | Turistcentret | 100         | 8                  | Knapplift                           | 1999 av Poma              |
| T6 Eventyr 1         | Turistcentret | 605         | 66                 | Knapplift                           | 2006 av Leitner Ropeways. |
| T7 Sindretrekket     | Turistcentret | 1 474       | 277                | Ankarlift                           | 2000 av Doppelmayr.       |
| T8 Knetta            | Turistcentret | 1 016       | 228                | Fast fyrstolslift                   | 1989 av Poma              |
| T9 Setertrekket      | Turistcentret | 1 161       | 219                | Ankarlift                           | 1989 av Doppelmayr.       |
| T10 Hesten           | Turistcentret | 1 018       | 222                | Knapplift                           | 1989 av Poma.             |
| T11 Eventyr 2        | Turistcentret | 599         | 66                 | Knapplift                           | 2008 av Leitner Ropeways. |